# 金英雅 (短道速滑運動員)
金英雅（羅馬化：Kim Ĭong A，：／ Gim Yeong-a；1992年8月3日—），也被稱為阿利亞·金（羅馬化：Älïya Kïm；： Alliya Kim），是韓國出生的哈薩克短道速滑運動員。她參加了2018年冬季奧運會女子1000米和1500米比賽。

## 外部連結
- Iong A KIM在国际奥林匹克委员会的资料
- Iong A Kim-国际滑冰联盟（ISU）
- Iong A Kim-Olympedia